# オトル・マルハリ・ゴトスルベ
オトル・マルハリ・ゴトスルベ（英語: Atul Malhari Gotsurve、1976年 - ）は、インドの外交官、大使。マハーラーシュトラ州ソーラープル生まれ。
ラテンアメリカ諸国での在外勤務やプネーのパスポート地方事務所（英語: Regional Passport Office）での勤務、ニューデリーの本省勤務などを経て、2018年3月19日、在朝鮮民主主義人民共和国インド大使を拝命。同年5月15日、万寿台議事堂で最高人民会議常任委員会の金永南委員長に信任状を捧呈した。